# Veronica bishopiana
Veronica bishopiana är en grobladsväxtart som beskrevs av Donald Petrie. Veronica bishopiana ingår i släktet veronikor, och familjen grobladsväxter. Inga underarter finns listade i Catalogue of Life.